# Rovigo
Rovigo település Olaszországban, Veneto régióban, Rovigo megyében. Lakosainak száma 49 985 fő (2023. január 1.). Rovigo Anguillara Veneta, Arquà Polesine, Boara Pisani, Bosaro, Costa di Rovigo, Crespino, Lusia, Pontecchio Polesine, San Martino di Venezze, Vescovana, Villadose, Villanova del Ghebbo, Barbona és Ceregnano községekkel határos.

## Népesség
A település lakossága az elmúlt években az alábbi módon változott:
| Lakosok száma | 51 715 | 51 625 | 51 149 | 49 985 |
|               | 2016   | 2017   | 2018   | 2023   |